# 奧姆斯柯克
奧姆斯柯克（英語：Ormskirk）是英國西蘭開夏的一個集鎮和非教會區。位於利物浦市中心以北13英里（21）、聖海倫斯西北11英里（18）、紹斯波特東南9英里（14）、普雷斯頓西南18英里（29）。
以盛產德式薑餅出名。當地有邊山大學。

## 歷史
Ormskirk一詞起源自古諾爾斯語的Ormres kirkja，由蛇或歐洲龍及教堂兩詞组成。原先可能是維京人聚居地，後來這些維京人皈依基督教。
1086年的《末日審判書》中並沒有提及奧姆斯柯克，不過據信當時應該是萊瑟姆的一部份。1189年萊瑟姆勳爵將奧姆斯柯克賜予伯思格夫修道院。
現奧姆斯柯克市中心的集市本是去往普雷斯頓、利物浦和威根的大路交叉處，原先一直矗立著市場十字架。19世紀時被鐘塔替代。該集市是由愛德華一世在1286年頒佈皇家憲章而建立的。1292年星期四成為集市日，現在集市日還包括每週的星期六。本來與此同時爱德华一世還賜予了其自治市鎮地位，但15世紀末此地失去此头衔，因而又变回普通的镇。
1837年濟貧法聯盟在奧姆斯柯克成立，1853年在當地的威根路（Wigan Road）成立濟貧院，後來變成了奧姆斯柯克地區綜合醫院。

## 地理
奧姆斯柯克位於山地斜坡上，最高點海拔68（223英尺），處在西蘭開夏郡沿海平原的中心。13世紀就已經形成了有系統的鎮區。

## 外部連結
- Ormskirk Community Partnership （页面存档备份，存于）
- Ormskirk Advertiser
- Ormskirk Champion